# Cinq-Mars-la-Pile
Cinq-Mars-la-Pile è un comune francese di 3 371 abitanti situato nel dipartimento dell'Indre e Loira nella regione del Centro-Valle della Loira.

## Società

### Evoluzione demografica
Abitanti censiti